# 秦厚荣
秦厚荣（1962年4月3日—），男，汉族，江苏海安人，中国数学家，曾任南京大学数学系党委书记、教授、博士生导师，中国数学会理事。